# Mesochorus laevigatus
Mesochorus laevigatus là một loài tò vò trong họ Ichneumonidae.